# Howe Gelb
Howe Gelb (Wilkes-Barre, 1956) is een Amerikaans singer-songwriter.  Gelbs muziek wordt vaak Americana genoemd, maar naast country brengt hij een mix van rock, folk en jazz. 
In 1983 richtte hij Giant Sand op, dat in plaats van een klassieke band eerder een los collectief waarbij bevriende muzikanten afwisselend een tijdje spelen. Onder meer Joey Burns en John Convertino van Calexico waren een tijd lid van de band.
Naast een lange lijst albums met Giant Sand, bracht Gelb zowel albums uit onder zijn eigen naam, als onder de noemer van een aantal bands die ook volledig om Gelb draaiden.
In 2019 werkte Howe Gelb samen met het Belgische collectief The Colorist Orchestra.

## Discografie

### Giant Sand
- Valley of Rain (1985)
- Ballad of a Thin Line Man (1986)
- Storm (1987)
- The Love Songs (1988)
- Long Stem Rant (1989)
- Swerve (1990)
- Ramp (1991)
- Center of the Universe (1992)
- Stromausfall (1993)
- Purge & Slouch (1994)
- Glum (1994)
- Goods and Services (1995)
- Backyard Barbecue Broadcast (1995)
- Build Your Own Night It's Easy (1997)
- Chore of Enchantment (2000)
- The Rock Opera Years (2000)
- Unsungglum (2001)
- Cover Magazine (2002)
- Selections Circa 1990-2000 (Compilation, 2001)
- Infiltration of Dreams (2003)
- Too Many Spare Parts in the Yard Too Close at Hand (2003)
- Is All Over the Map (2004)
- Provisions (2008)
- Provisional Supplement (2008)
- Blurry Blue Mountain (2010)
- Tucson (2012)
- Heartbreak Pass (2015)

### Arizona Amp and Alternator
- Arizona Amp and Alternator (2005)
- The Open Road (2016)

### Howe Gelb
- Dreaded Brown Recluse (1991)
- Hisser (1998)
- Upside Down Home (1998)
- Upside Down Home 2000 (2000)
- Confluence (2001)
- Lull Some Piano (2001)
- The Listener (2003)
- Upside Down Home 2002 (2003)
- Ogle Some Piano (2004)
- The Listener's Coffee Companion (2004)
- Upside Down Home 2004: Year of the Monkey (2004)
- 'Sno Angel Like You (2006)
- Fourcast: Flurries (2006)
- Upside Down Home 2007: Return to San Pedro (2007)
- Spun Some Piano (2008)
- 'Sno Angel Winging It (livealbum, 2009)
- Alegrías (2010)
- Melted Wires (2010)
- Snarl Some Piano (2011)
- Dust Bowl (2013)
- The Coincidentalist (2013)

### The Band of Blacky Ranchette
- The Band of Blacky Ranchette (1985)
- Heartland (1986)
- Sage Advice (1990)
- Still Lookin' Good to Me (2003)

### OP8
- Slush (1997)

- Bibliothèque nationale de France: cb16963147f (data)
- Gemeinsame Normdatei: 135203171
- International Standard Name Identifier: 0000 0000 2241 212X
- Library of Congress Control Number: no98028820
- MusicBrainz: 9896989a-cfdb-4ec9-8bd5-4dbd33982cef
- Virtual International Authority File: 15988485
- WorldCat: E39PBJfx4xFhtH7849DJhrGPwC